# Glenaire (Misuri)
Glenaire es una ciudad ubicada en el condado de Clay en el estado estadounidense de Misuri. En el Censo de 2010 tenía una población de 545 habitantes y una densidad poblacional de 776,48 personas por km².

## Geografía
Glenaire se encuentra ubicada en las coordenadas 39°13′11″N 94°27′5″O / 39.21972, -94.45139. Según la Oficina del Censo de los Estados Unidos, Glenaire tiene una superficie total de 0.7 km², de la cual 0.7 km² corresponden a tierra firme y (0%) 0 km² es agua.

## Demografía
Según el censo de 2010, había 545 personas residiendo en Glenaire. La densidad de población era de 776,48 hab./km². De los 545 habitantes, Glenaire estaba compuesto por el 96.7% blancos, el 0.37% eran afroamericanos, el 0.37% eran amerindios, el 0.92% eran asiáticos, el 0% eran isleños del Pacífico, el 0.37% eran de otras razas y el 1.28% pertenecían a dos o más razas. Del total de la población el 1.47% eran hispanos o latinos de cualquier raza.